# Хакимова, Елена Сергеевна
Елена Сергеевна Хакимова (род. 2 марта 1988) — российская самбистка и дзюдоистка, чемпионка (2011, 2012), серебряный (2010, 2013-2014) и бронзовый (2016, 2021, 2023) призёр чемпионатов России по самбо, серебряный призёр чемпионата России по пляжному самбо 2022 года, серебряный (2011) и бронзовый (2012) призёр чемпионатов мира по самбо, серебряный (2014) и бронзовый (2012) призёр этапов Кубка Европы по дзюдо, серебряный призёр чемпионата мира среди полицейских 2012 года по дзюдо, мастер спорта России международного класса по самбо.

## Спортивные результаты
- Чемпионат России по самбо среди женщин 2010 года — ;
- Чемпионат России по самбо среди женщин 2011 года — ;
- Чемпионат России по самбо среди женщин 2012 года — ;
- Чемпионат России по самбо среди женщин 2013 года — ;
- Чемпионат России по самбо среди женщин 2014 года — ;
- Чемпионат России по самбо 2016 года — ;
- Чемпионат России по самбо 2021 года — ;
- Чемпионат России по самбо 2023 года — ;
- Чемпионат России по пляжному самбо 2022 — ;
- Самбо на Всероссийской спартакиаде 2022 — ;